# Kloster Frenswegen

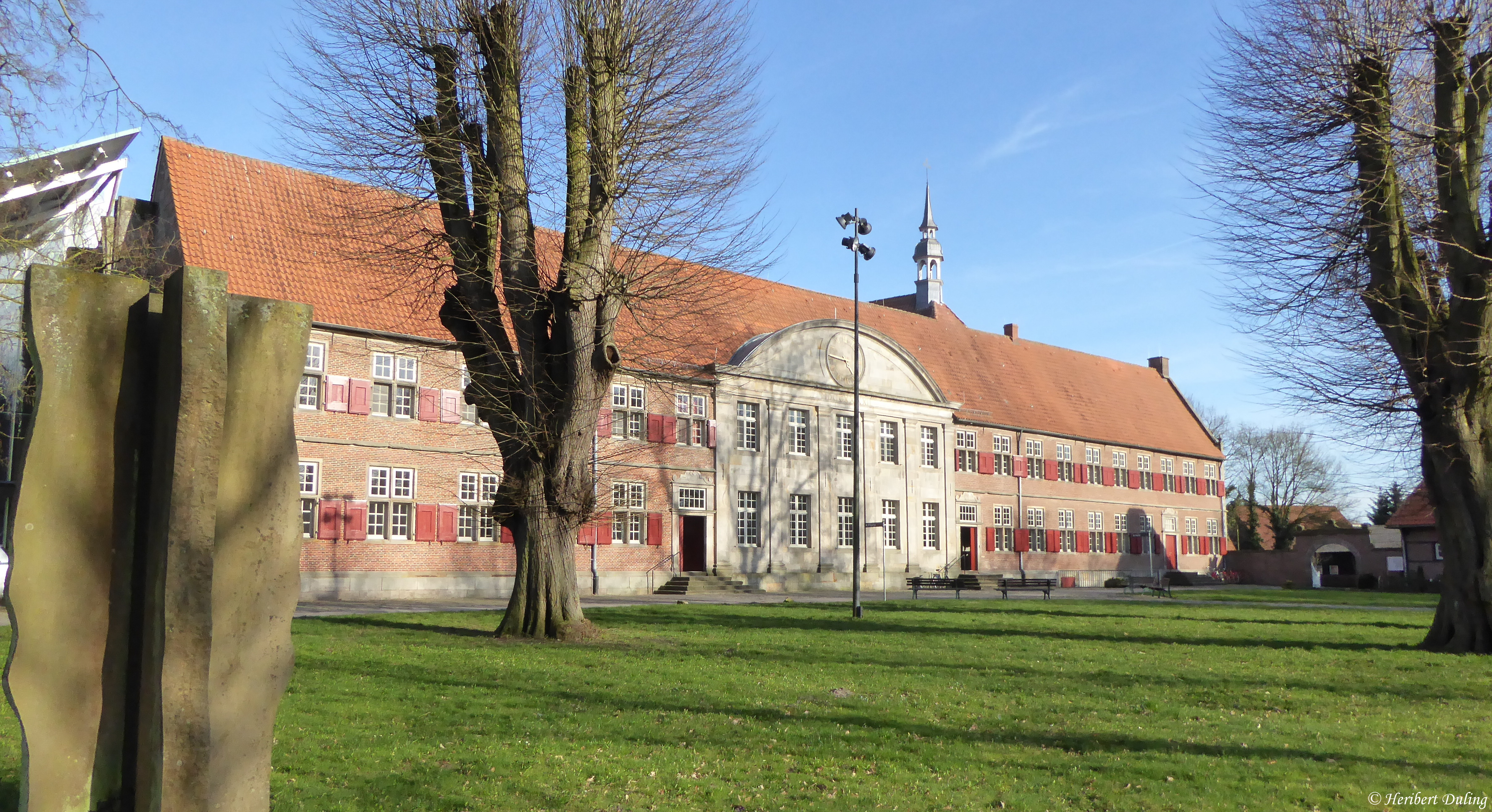
Hauptansicht der Begegnungsstätte Kloster Frenswegen

Das Kloster Frenswegen wurde 1394 als Augustiner-Chorherrenstift Sankt Marienwolde gegründet. Es liegt in Frenswegen, umgeben von einigen alten Bauernhöfen, am nordwestlichen Rand der niedersächsischen Stadt Nordhorn in der Grafschaft Bentheim. Frenswegen war das erste deutsche Kloster, das sich 1400 der Windesheimer Kongregation anschloss. Am 25. Oktober 1809 wurde das Kloster aufgehoben, der letzte Chorherr zog 1815 aus. 1974 wurde im Klostergebäude eine ökumenische Begegnungsstätte eingerichtet.

## Name und Patrozinium
Der heute übliche Name von Kloster Frenswegen nach der Flurbezeichnung wurde erst ab dem 16. Jahrhundert gebräuchlich.
Das Kloster wurde in den lateinischen Quellen „Monasterium nemoris beatae Maria virginis“ und in den deutschen Quellen „Marienwalde“ oder „Marienwolde“ genannt; andere Bezeichnungen waren „Vrendeswede“, „Hain der Heiligen Jungfrau Maria“ oder auch „Paradies Westfalens“. Der offizielle Name ist St. Marienwolde nach seiner Patronin, der Jungfrau Maria.

## Lage
Das Kloster liegt nahe der Stadt Nordhorn in der damaligen Bauerschaft Frelstrup auf dem Gebiet des Hofs Einolding.

## Geschichte

### Mittelalter bis zum Dreißigjährigen Krieg
Den Anstoß zur Klostergründung gab Everhard van Eze. Er war Arzt in Almelo, wurde nach dem Tod seiner Frau zum Priester geweiht und Pfarrer von Almelo. Er begründete in Almelo eine von der Devotio moderna geprägte Lebensgemeinschaft, der sich Geistliche und Laien anschlossen, darunter sein Kaplan Heinrich von Marklo, genannt Krull, der später Pfarrer von Schüttorf wurde. Am 17. Januar des Jahres 1394 kauften Everhard van Eze, Heinrich Krull, der Schüttorfer Bürger Johann Monike und der aus dem niederländischen Zwolle stammende Bürger Rembert van Goer vom Grafen Bernhard I. von Bentheim das Bauernerbe Eynolding im Kirchspiel Nordhorn und in der Bauerschaft Frenstorpe (Frensdorf) an der Frendeswege (Frenswegen). Dort gründeten sie ein Kloster nach den Regeln des hl. Augustinus.
Im Jahr 1396 übertrug Graf Bernhard I. von Bentheim dem Kloster zwei Bauernerben. In den Jahren von 1396 bis 1498 erwarb das Kloster durch Kauf oder Schenkungen insgesamt rund 80 Bauernerben. Das Kloster erhielt 1400 durch Verfügung von Papst Bonifatius IX. den Anschluss an die Windesheimer Kongregation und unterstand damit direkt dem Papst. 1436 wurde der Grundstein für die Klosterkirche gelegt. Diese in Sandstein und Backstein erbaute Kirche wurde 1445 eingeweiht. Für das Jahr 1451 sind 24 Chorherren, drei Konversen (Laienbrüder), vier Kleriker, zehn Donaten, 57 handwerklich und landwirtschaftlich beschäftigte Laienbrüder, sechs auswärtig tätige Frenswegener Herren sowie 33 im weiteren Umfeld tätige Landarbeiter bezeugt.
1494 verfasste ein Chorherr eine handschriftliche Chronik in lateinischer Sprache. Sie stellt eine Art Festschrift zum 100-jährigen Bestehen des Klosters dar, berichtet von dem vielfältigen Klosterleben und rühmt insbesondere die herausragende erste Generation der Prioren.
In der Zeit der Reformation wechselte das gräflich bentheimische Haus zur lutherischen Konfession und bereitete dem Klosterkonvent, der weiterhin katholisch blieb, in der Folgezeit sehr große Schwierigkeiten. Der Graf verbot dem Konvent 1560, neue Novizen aufzunehmen. Die Klosterbrüder erwarben 1578 die Burg in Nordhorn und siedelten wegen der unsicheren Lage im Krieg 1580 dorthin um. Dem Autor Detlef Wilkens dienen diese Vorgänge als Vorlage für seinen Roman „Die Zeit der Inseln“. Graf Arnold II. von Bentheim erließ 1588 eine neue, reformierte Kirchenordnung. Im leerstehenden Klostergebäude wurden 1595 Bilder geraubt und die Einrichtung stark beschädigt. Aus den demolierten Altären der Klosterkirche wurden etliche Reliquien nach Münster gebracht.
Zu Beginn des Dreißigjährigen Krieges bestand der Konvent nur noch aus einem Mitglied.

### Bis zur Säkularisation

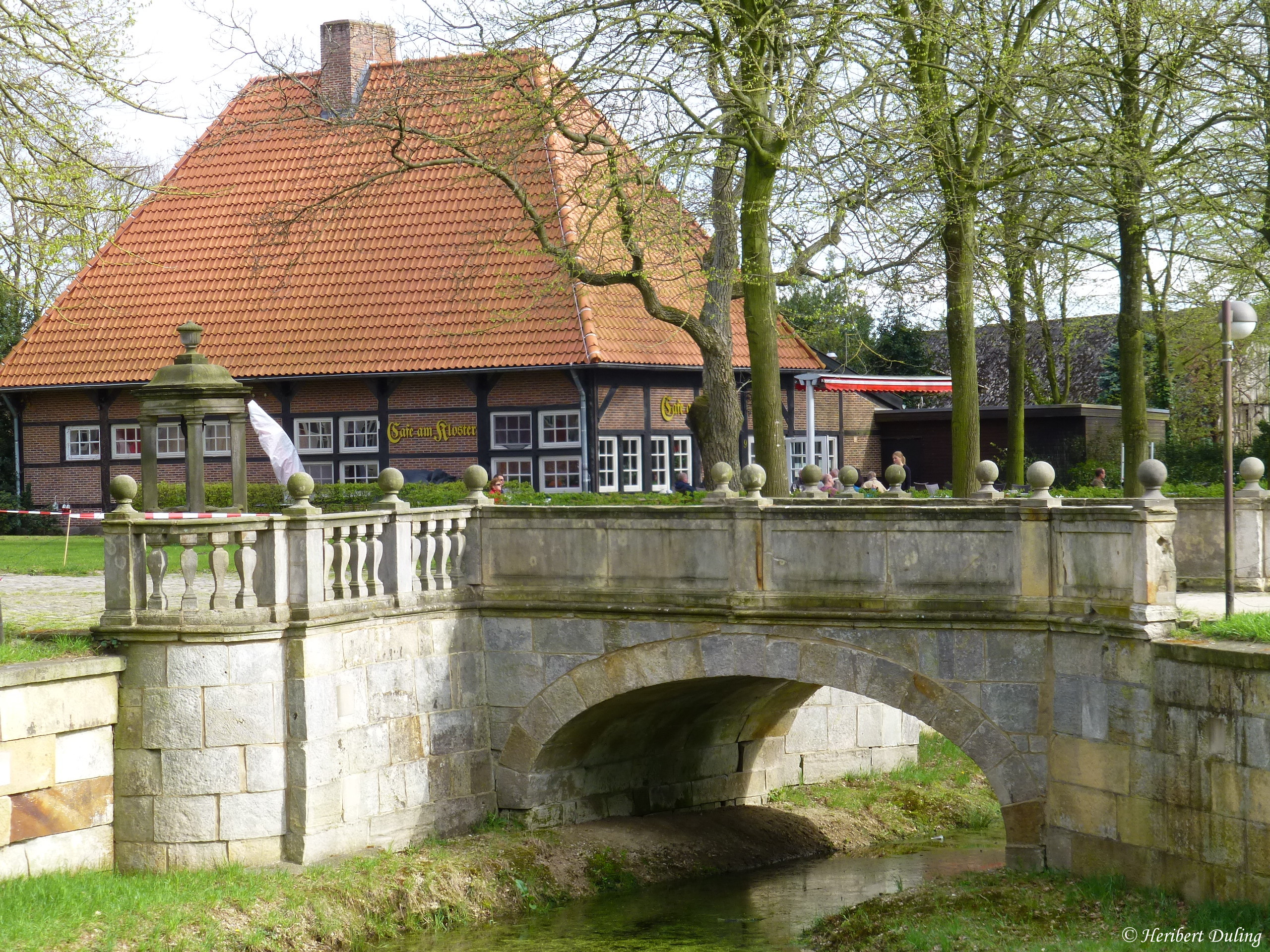
Kolkbrücke und Klostercafé

Die Wiedererrichtung und Renovierung der Klostergebäude begannen 1641, der Konvent kehrte nach Ende des Krieges 1655 ins Klostergebäude in Frenswegen zurück. 1692 wurde mit dem Umbau des Klostergebäudes begonnen.
Das Kloster erlebte nun unter der Förderung des Fürstbischofs Christoph Bernhard von Galen eine zweite Blütezeit. Unter seinem Einfluss konvertierte auch Graf Ernst Wilhelm von Bentheim im Jahre 1668 zum Katholizismus. Der Konvent bestand 1700 bereits wieder aus sieben Priestern, zwei Konversen und 19 auswärtig tätigen Personen (Expositi). Auch das Umfeld des Klosters wurde baulich sehr verändert. In der Nähe des Klosters entstanden mehrere Gebäude, die zum Teil heute noch stehen, sowie eine Korn-Wassermühle. Ein ausgedehntes Alleen-System wurde angelegt, insbesondere die auf die Westfront des Klosters zulaufende Allee, der heutige Fuchsweg. Im Jahre 1719 siedelte der Konvent circa elf Heuerleute auf der Hovesaat Frenswegen an.
Die 1692 begonnenen Umbauarbeiten endeten 1725. Zwei Jahre später, 1727, wurde aber schon wieder ein Gebäude an der Klosterhofmauer errichtet. 1742 wurde die Gesamtanlage der Konventgebäude mit der Fertigstellung der Westfassade vollendet. In dieser Form bestand der Komplex rund 140 Jahre bis zum Brand im Jahre 1878.
Den Siebenjährigen Krieg von 1756 bis 1763 sowie den Französischen Revolutionskrieg von 1792 bis 1802 überstand der Konvent unversehrt. Mit Beginn des Napoleonischen Krieges 1803 nahm Frankreich Besitz von der Grafschaft Bentheim, und die Windesheimer Kongregation wurde aufgelöst.

### Bis zum Ersten Weltkrieg
Am 5. Mai 1804 schloss Graf Ludwig zu Bentheim und Steinfurt mit Kaiser Napoleon I. den sogenannten Pariser Vertrag. Damit wurde der Graf wieder in die Regierung der Grafschaft Bentheim eingesetzt. Er zahlte eine Ablösesumme von 800.000 Francs und übernahm die Verfügungsgewalt über das Kloster Frenswegen.
Die Bewerbung des Freiherrn Droste zu Senden um Aufnahme in das Kloster zu Frenswegen scheiterte 1806 an den Absichten des Grafen, das Kloster aufzuheben. Den Mitgliedern des Klosters wurden vom Grafen Pensionen, freies Wohnrecht sowie freie Nutzung der Gärten, der Fischerei und der Jagd angeboten.
Am 4. August desselben Jahres übernahm das Großherzogtum Berg unter Joachim Murat die Grafschaft Bentheim, und das Kloster wurde dem Landdrosten von Elverfeldt unterstellt. Drei Tage später, am 7. August, hob Graf Westerholt den bentheimischen Aufhebungsbeschluss des Klosters wieder auf.
Das Kloster umfasste 1808 elf Personen und einen französischen Geistlichen, die bis auf eine Person alle Priester waren. Zum Konvent gehörten 47 eigenhörige Bauernerben in den Kirchspielen Schüttorf, Nordhorn, Veldhausen, Uelsen, Emlichheim, Ootmarsum (NL), Oldenzaal (NL) und im Münsterland das Gut Stuvenburg, die Burg zu Nordhorn und die beim Kloster gelegene Hofesaat mit 17 Heuerwohnungen.
Drei Jahre nach dem gräflichen Aufhebungsversuch erfolgte die endgültige Aufhebung des Klosters durch die Regierung des Großherzogtums Berg. Gerüchte einer bevorstehenden Vereinigung der Grafschaft Bentheim mit dem Königreich Holland erweckten Hoffnungen auf eine Wiedereinsetzung Frenswegens durch den holländischen König.

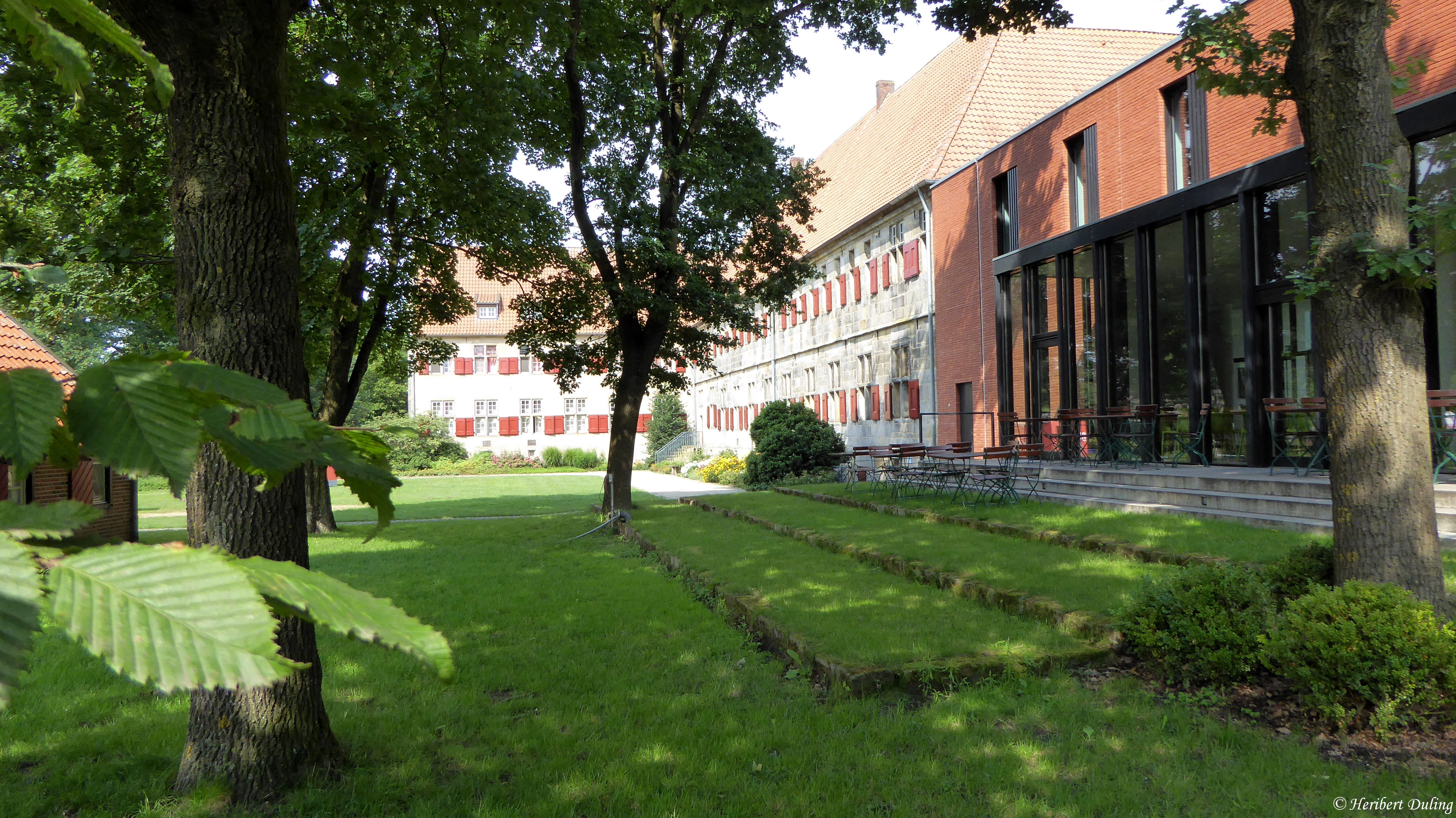
Südflügel mit Küchentrakt

Als der Napoleonische Krieg endete, verkauften die Franzosen vor ihrem Abmarsch das Kloster Frenswegen nebst Kirche und der gesamten Hofesaat meistbietend für 196.000 Franken an eine Gesellschaft Männisten, deren Hauptpersonen die Herren van Lennep und Tencaten zu Almelo waren. Der Neuenhauser Pfarrer und Frensweger Canonicus Esseling bekam vom Bischof Freiherr Spiegel zu Diesenberg den Auftrag, die sakralen Gegenstände an andere Kirchen zu verteilen und die Reliquien aus den Altären in Empfang zu nehmen. Der Pfarrer zu Nordhorn erhielt die Zusage für den Hauptaltar, die Orgel, den Calvarienberg, die Fahnen, zwölf Bänke usw. Vom Frühjahr bis zum Herbst wurden einzelne Bauernerben verkauft. Im November kehrte die hannoversche Regierung nach Abzug der Franzosen in die Grafschaft zurück; sie erklärte am 19. Dezember alle seit 1804 unter feindlicher Besatzung gegebenen Gesetze für ungültig. Allerdings wurde die Aufhebung der Klöster Frenswegen und Wietmarschen nicht zurückgenommen. Die Pensionen des Hauses Frenswegen wurden auf 600 Holländische Gulden festgesetzt.

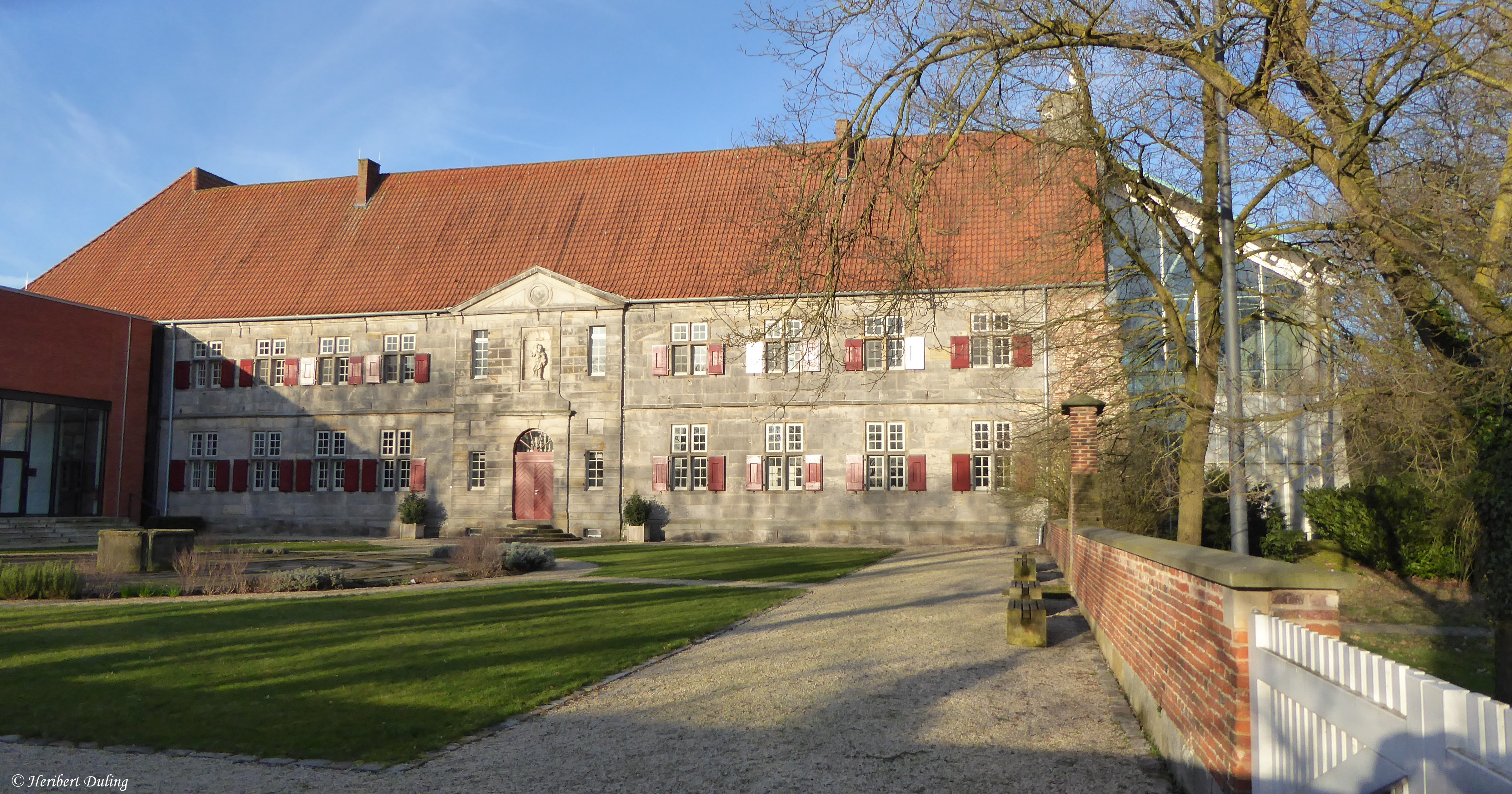
Ostflügel mit Labyrinthgarten

Der letzte Chorherr des Konvents verließ 1815 das Kloster und die Gebäude standen leer. Für die Aufgabe landesherrlicher Rechte überließ das Königreich Hannover dem fürstlichen Hause zu Bentheim und Steinfurt acht Jahre später die Klostergebäude zusammen mit einer Fläche von circa 131 ha rund um das Kloster sowie das Jagd- und Fischereirecht.
Im Frühjahr 1824 wandte sich der langjährige Hüttenmeister auf der Eisenhütte St. Michaelis bei Bocholt, Johann Hund, an den Fürsten Alexis zu Bentheim und Steinfurt mit dem Plan, in den Gebäuden des Klosters eine Eisenschmelze einzurichten. Im August 1825 wurde ein Vorvertrag zur Errichtung dieser Eisenhütte geschlossen. Mit Ausnahme der Kirche sollten alle Gebäudeteile genutzt werden. Der Bau eines Stauwerkes an der Vechte scheiterte an der wirtschaftlichen Nutzung des Vechtegefälles.

Klosterruine um 1910

Ein Brand in der Klosterbibliothek vernichtete 1855 unersetzliche Bestände. Nachdem in den Jahren zuvor zahlreiche Bücher aus der Bibliothek verschwunden waren, wurde der Restbestand gesichert und in die Domänenkammer des Fürsten zu Bentheim und Steinfurt nach Burgsteinfurt gebracht. Der in die Domänenkammer nach Burgsteinfurt verbrachte Restbestand der Bibliothek wurde an die Universität Straßburg verschenkt, wo er sich auch heute noch befindet.
Während des Deutsch-Französischen Krieges 1870/71 wurden in den Klostergebäuden bis zu 450 französische Kriegsgefangene interniert. Durch eine Blattern-Infektion starben sieben Gefangene, die bei der Klosteranlage in der Nähe der damaligen Kirche beigesetzt wurden. Dort entstand in den 1960er Jahren eine Gedenkstätte, die im Volksmund Franzosenfriedhof heißt.
Brände 1878 und 1881 vernichten einen Teil des Klostergebäudes und die Klosterkirche. 1905 wurden in dem verlassenen Klostergebäude zwei Wohnungen für Zöllner hergerichtet.
Die Ruine der durch Blitzschlag beschädigten Klosterkirche wurde 1910–1911 abgetragen. An gleicher Stelle wurde von 1994 bis 1996 ein moderner Kirchenbau errichtet.

### Die beiden Weltkriege

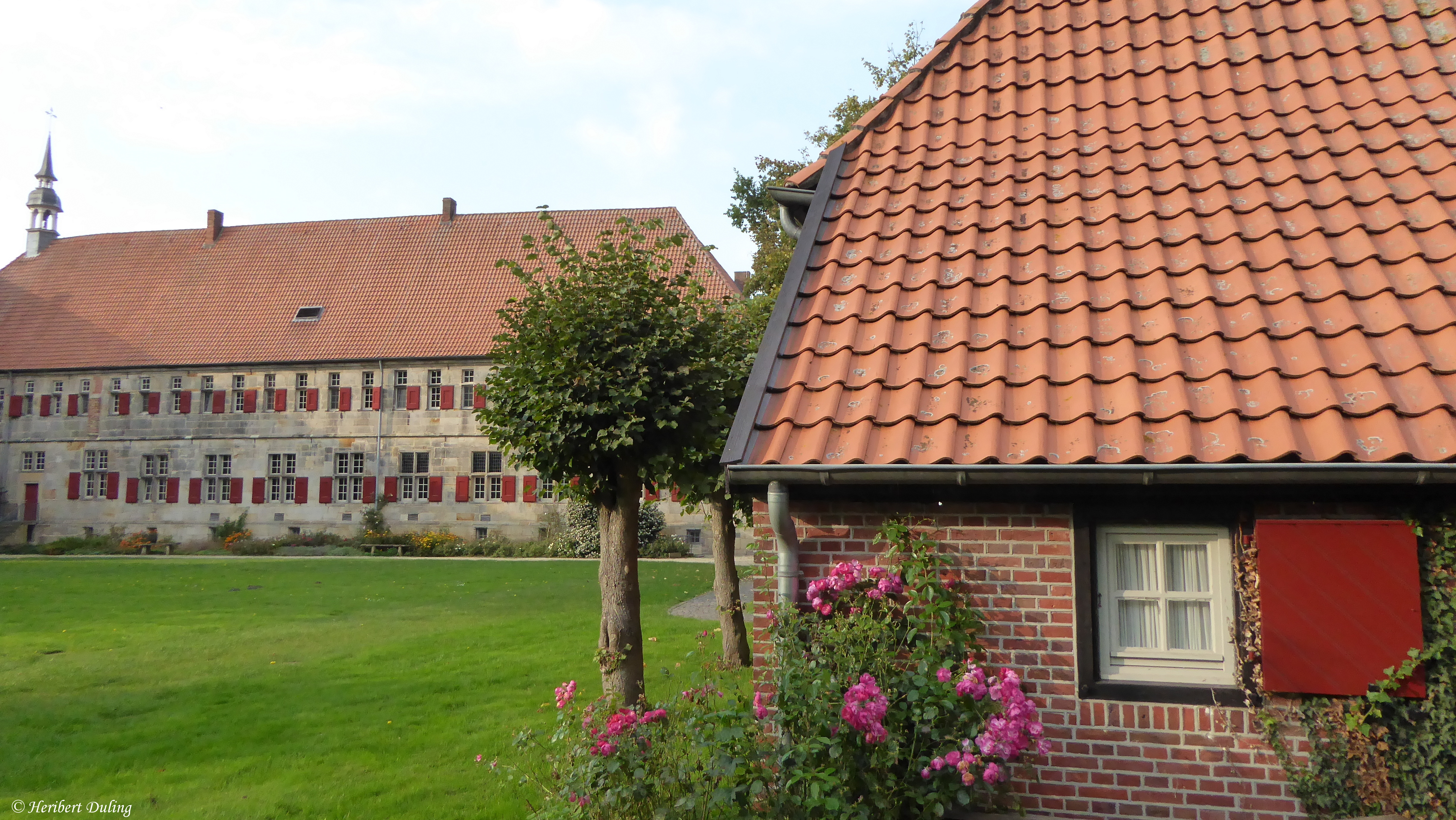
Südflügel und Heuerhaus

Die Dichterin Erika Lichte, Tochter des hier wohnenden fürstlichen Revierförsters Georg Carl Ernst Lichte, wurde 1900 in Frenswegen geboren und verlebte hier bis 1925 ihre Jugendzeit. Sie schrieb in dieser Zeit zahlreiche Gedichte und Verse.
Vorübergehend wurden 1915 sechzig russische Kriegsgefangene im Gebäude einquartiert, die als Erntehelfer in den Bauerschaften Frenswegen, Frensdorf, Bookholt und Altendorf eingesetzt wurden. 1918 wurde ein Zollamt mit Bediensteten der Reichsfinanzverwaltung im Gebäude des Klosters eingerichtet. Nach Kriegsende wurden vier Zollwohnungen hergerichtet. Zugleich wohnten der fürstliche
Kustos und mehrere Textilarbeiter der Textilfirmen in Nordhorn im Gebäude.
Im Südflügel wurde 1936 ein Arbeitsfrauendienstlager eingerichtet. In der Zeit des Nationalsozialismus machte sich die Hitlerjugend das Haus zunutze und nannte es „Hans-Queitsch-Heim“. Währenddessen suchten der Fürst, der Heimatverein, die Stadt Nordhorn und die Kreisverwaltung Grafschaft Bentheim nach Möglichkeiten der Nutzung des Gesamtgebäudes. Vorschläge zur Nutzung als Museum, Jugendherberge oder als Hotel wurden aber wieder verworfen.

### Nachkriegszeit bis heute
Nach dem Ende des Zweiten Weltkriegs wurden für drei Monate britische Besatzungstruppen im Klostergebäude untergebracht. Nach Abzug der Truppen stellte die Stadt Nordhorn eine größere Anzahl von Wohnungen im Gebäude Flüchtlingen und Vertriebenen zur Verfügung. Außerdem wohnte bis Mitte der 1960er Jahre der fürstlich-bentheimische Revierförster als Kustos der Klostergebäude in den Räumen des Südflügels.

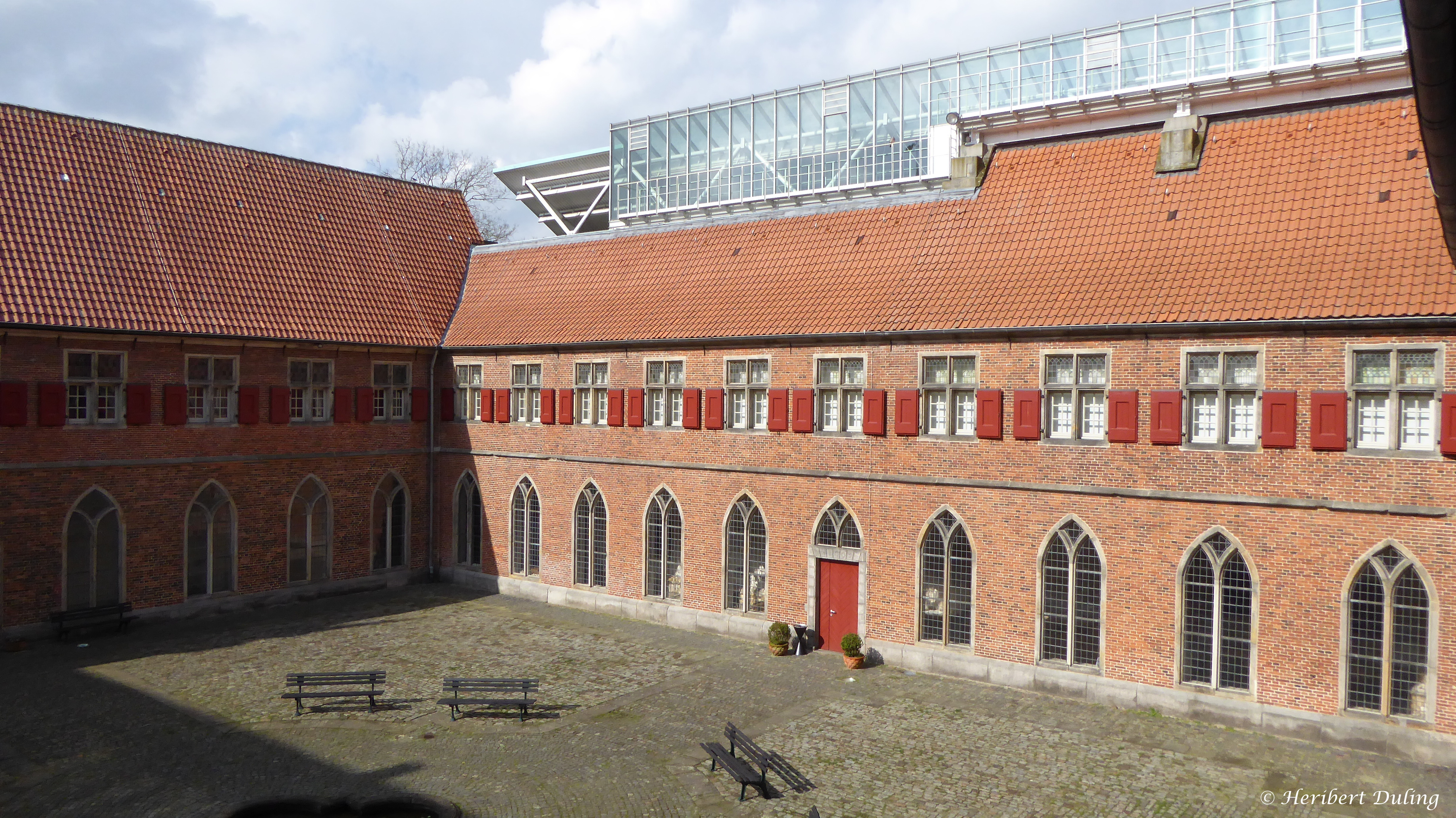
Teilansicht Innenhof

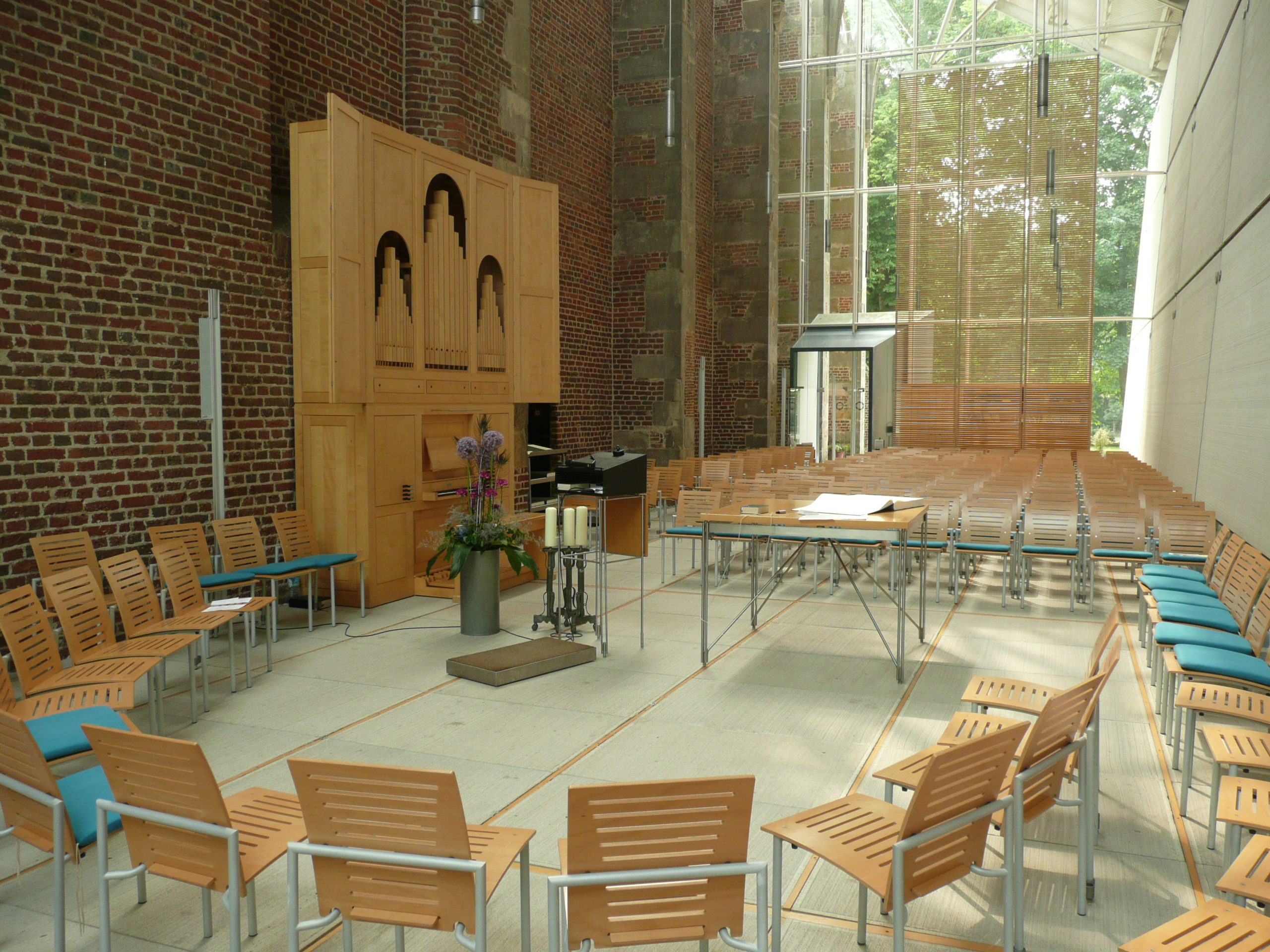
Heutige Kapelle

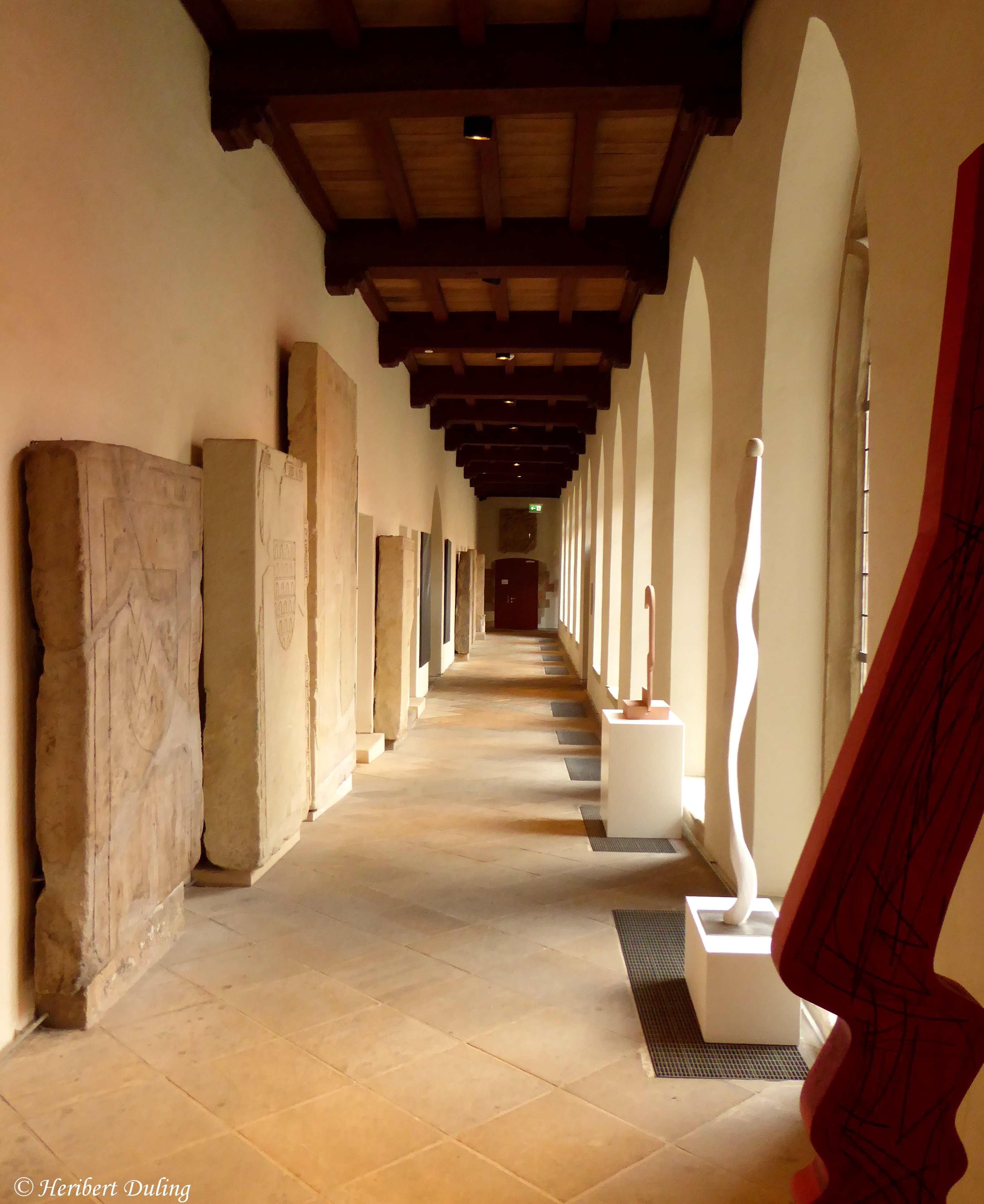
Kreuzgang im Westflügel

Der Nordhorner Abiturient und heutige Religionswissenschaftler Burkard Sauermost (* 9. Februar 1947) schrieb im Februar 1966 im Fach Gemeinschaftskunde (Geschichte) eine freiwillige Jahresarbeit über die Geschichte des Klosters Frenswegen. Er regte in dieser von seinem Klassenlehrer Hermann Heddendorp begleiteten Arbeit die Bildung einer „Stiftung Ökumenische Diakonie“ an. Am 21. Mai 1974 wurde durch Ako Haarbeck die Stiftung Kloster Frenswegen zur Errichtung einer ökumenischen Begegnungsstätte gegründet, der Christian Fürst zu Bentheim und Steinfurt als bisheriger Eigentümer das Klostergebäude mit Nebengebäuden und dem dazugehörigen Grundstück übertrug. Der Gesamtwert der Schenkung betrug ca. 2,1 Mio. DM. Die evangelisch-reformierte Kirche im Synodalverband Grafschaft Bentheim brachte einen finanziellen Beitrag in die Stiftung ein. Die Instandsetzung der Gebäude übernahm der Landkreis Grafschaft Bentheim. Hier verbanden sich zur gemeinsamen Arbeit die evangelisch-lutherischen und reformierten Gemeinden der Grafschaft Bentheim, die römisch-katholischen Gemeinden der Grafschaft Bentheim, die Classis Bentheim der evangelisch-altreformierten Kirche in Niedersachsen, die evangelisch-freikirchliche Gemeinde und die Herrnhuter Brüdergemeine.
Nach den Umbau- und Renovierungsarbeiten zog am 15. Dezember 1978 – mit der Übergabe der Gebäude durch den Landkreis Grafschaft Bentheim als Bauträger an die Stiftung – neues Leben im Sinne des Stiftungsvorhabens in das Kloster ein. Im Mai 1979 wurde die Eröffnung festlich begangen. Die Baukosten betrugen insgesamt 8,2 Mio. DM. Im Jahr 1996 wurde die nach Plänen des Architekten Hans Busso von Busse errichtete neue Kapelle des Klosters eingeweiht.